# Amanita farinosa
Amanita farinosa é um fungo que pertence ao gênero de cogumelos Amanita na ordem Agaricales. A espécie foi descrita cientificamente por Georg August Schweinfurth em 1822.